# Talijanska ustavna kriza 2018.
Talijanska ustavna kriza odnosi se na politička zbivanja u Italiji nakon općih izbora održanih početkom ožujka 2018. vezana uz uspostavljanje tj. kočenje uspostavljanja na izborima izabrane vlade od predsjednika Sergia Mattarelle koja je dovela do ustavne krize i krize vlasti u toj zemlji.
Nakon općih izbora za Zastupnički dom i Senat, na kojima su pobjedu odnijele desna koalicija udružena oko Sjeverne lige i protukorupcijski Pokret pet zvijezda zajedno osvojivši 70% glasova birača za oba doma (uz izlaznost na izborima od 73%), vođe stranaka Matteo Salvini (Liga) i Luigi Di Maio (Pet zvijezda) dogovorili su sastav nove vlade. No, novu vladu odbio je potvrditi, suprotno talijanskom Ustavu, talijanski predsjednik Sergio Mattarella zbog neslaganja s predloženim ministrom financija prof. Paolom Savonom, jer je Savona kritizirao briselske elite u Europskoj uniji i monetarni sustav Eurozone koji je prozvao njemačka krletka, iako je izlazak iz Eurozone smatrao tek krajnjim izborom zalažući se za veću autonomiju Italije unutar gospodarskih, pravnih i političkih okvira EU.

Takav izraz samovolje državnika nasuprot volji birača iskazanoj na izborima predstavljao je autokratski čin jer se predsjednik bira neizravno tj. u parlamentu te bi, sukladno tome, uspostavljanje euroskeptićne vlade moglo dovesti do opoziva predsjednika Mattarelle, bivšeg činovnika u tijelima EU-a i promicatelja politike Unije u Italiji. Zbog toga su brojni talijanski i svjetski mediji osudili taj čin prozvavši ga "najmračnijom noći talijanske demokracije". Osim autokratskog čina, predsjednikov potez predstavljao je i političju nedosljednost koju je sročio vođa pokreta Pet zvijezda Luigi Di Malo:
»...u Italiji možeš biti ministar i ako si pravomoćno presuđen, i ako te istražuju zbog suradnje s mafijom ili za korupciju, i ako si imao afere s prostitutkama, ali jao tebi ako si se usudio kritizirati Europu.«

Čelnici EU-a podržali su predsjednika Mattarella, a u medijima su najsnažnije odjeknule riječi Povjerenika EU-a za proračun, Nijemca Günther Oettinger, koji je izjavio kako će "tržište naučiti Talijane da na izborima ne biraju populiste”. Čelnici vodećih talijanskih stranaka odmah su zatražili njegovu ostavku, na što se predsjednik Europskog vijeća Donald Tusk ispričao svim talijanskim građanima u ime EU upozorivši da “europske institucije trebaju poštovati birače”. No, Günterova izjava bila je samo odraz hajke u njemačkim medijima koju je hrvatski novinar Silvije Tomašević opisao sljedećim riječima:
»Često se nekim nesmotrenim izjavama postiže suprotan učinak. Proteklih dana u Njemačkoj je nastalo pravo natjecanje tko će dati gluplji savjet talijanskim biračima i tko će što je više moguće uvrijediti Talijane. Izvlačili su se stereotipi o Talijanima kao rastrošnima. Ne samo da su na taj način još više izazvali ljutnju zbog njemačkog držanja i pogleda na vođenja proračuna već su se iznosile i netočnosti.«
Nije Günter bio jedini čelnik EU-a čije su izjave izazvale buru u europskoj javnosti. Dok se predsjednik Europskog vijeća Tusk ispričao, predsjednik Europske komisije, Luksemburžanin Jean-Claude Juncker, izjavio kako "Talijani moraju više raditi, biti manje koruptivni i prestati gledati u EU kao spasitelja." Njegov stav dijeli su i mnogi drugi visoki čelnici EU, izuzev Tuska koji isprikom nije izrazio službeni stav EU-a. Svojevrsnu diskreditaciju saveza Liga-Pet zvijezda vršili su i europski i lijevi talijanski mediji, prozivajući njihov savez "populističkim" (u negativnom smislu) i "protuimigrantskim" te svrstavajući Ligu uz krajnju desnicu i aludirajući na fašizam, unatoč tome što se Liga definirala strabkom desnog centra.
Nakon što je Mattarella odbio predloženog ministra financija, raspao se savez između Pet zvijezda i Lige te je Mattarello mandat za sastav tehničke (prijelazne) vlade dao ekonomistu i bivšem direktoru MMF-a Carlu Cottarelliju. Taj izbor podržala je i Europska unija, a u medijima je protumačen kao još jedna prevara talijanskih birača. Cottarelli je za svoje glavne ciljeve naveo izglasavanje povjerenja vladi u Parlamentu te državnog proračuna za 2019. godinu, za koju je najavio i raspisivanje novih općih izbora.